# اعح‌حتپ دوم
اعح‌حتپ (به انگلیسی: Ahhotep II) ملکه‌ای از مصر باستان بود و احتمالاً همسر بزرگ سلطنتی فرعون کاموسه بود.

## اعح‌حتپ‌های متعدد
نام‌گذاری و شماره‌گذاری ملکه‌هایی که نام آنها اعح‌حتب است توسط مصرشناسان در طول سال‌ها تغییر کرده است.
در اواخر قرن نوزدهم، مصرشناسان بر این باور بودند که اعح‌حتپ اول همسر سِقِنِن‌رَع تائو دوم بوده است. تابوت‌های دیر البحری و ذراع ابوالنجا به‌طور مشترک توسط برخی از کارشناسان به‌عنوان تابوت‌های او شناخته می‌شدند. همچنین، اعح‌حتپ دوم به‌عنوان همسر آمنهوتپ یکم شناخته می‌شد، چرا که تابوت موجود در گور دیر البحری متعلق به ملکه‌ای به نام اعح‌حتپ دوم فرض می‌شد.
در دهه ۱۹۷۰، توجه‌ها به این نکته جلب شد که تابوت دیر البحری عنوان «مادر پادشاه» را حمل می‌کند، در حالی که آمنهوتپ یکم پسر نداشته است؛ بنابراین، عنوان باید به مادر احموس یکم اشاره داشته باشد. در سال ۱۹۸۲، رابینز پیشنهاد کرد که اعح‌حتپ اول ساکن تابوت طلاکاری‌شده در ذراع ابوالنجا بوده است. اعح‌حتپ دوم همان ملکه‌ای است که در تابوت دیر البحری ذکر شده و اعح‌حتپ سوم ملکه‌ای است که بر روی مجسمه‌ای از شاهزاده احموس ذکر شده است.
پس از مطالعهٔ دودسون و هیلتون (۲۰۰۴)، اکنون به‌طور عمومی پذیرفته شده است که آمنهوتپ یکم همسر سِقِنِن‌رَع تائو دوم و مادر احموس یکم بوده است. اعح‌حتپ دوم به‌عنوان ملکه‌ای که از تابوت طلاکاری‌شدهٔ درذراع ابوالنجا شناسایی شده است در نظر گرفته می‌شود و بنابراین احتمالاً همسر کاموسه بوده است. امروزه دیگر پذیرفته نیست که ملکه‌ای به نام اعح‌حتپ سوم وجود داشته باشد. تفسیری که در این مقاله مورد استفاده بوده، برداشت دودسون و هیلتون است.

## خانواده
اعح‌حتپ دوم همسر بزرگ سلطنتی فرعون کاموسه شناخته می‌شود و احتمالاً مادر ملکه احمس سات‌کاموس بوده است. بعید است (هرچند احتمالش هست) که اعح‌حتپ دوم همان ملکه‌ای باشد که به‌عنوان اعح‌حتپ اول شناخته می‌شود. در صورت صحت این فرضیه، او ممکن است به‌جای اعح‌حتب اول، همسر سِقِنِن‌رَع تائو دوم بوده باشد.
عنوان «مادر پادشاه» تنها بر روی تابوت دیر البحری یافت می‌شود و نه بر روی لوازم تدفینی از ذراع ابوالنجا. این احتمال وجود دارد که اعح‌حتپ دوم همسر بزرگ سلطنتی بوده باشد، اما هرگز مادر یک فرعون نبوده است و بنابراین نمی‌توان او را همان فردی دانست که به‌عنوان اعح‌حتپ اول شناخته می‌شود.

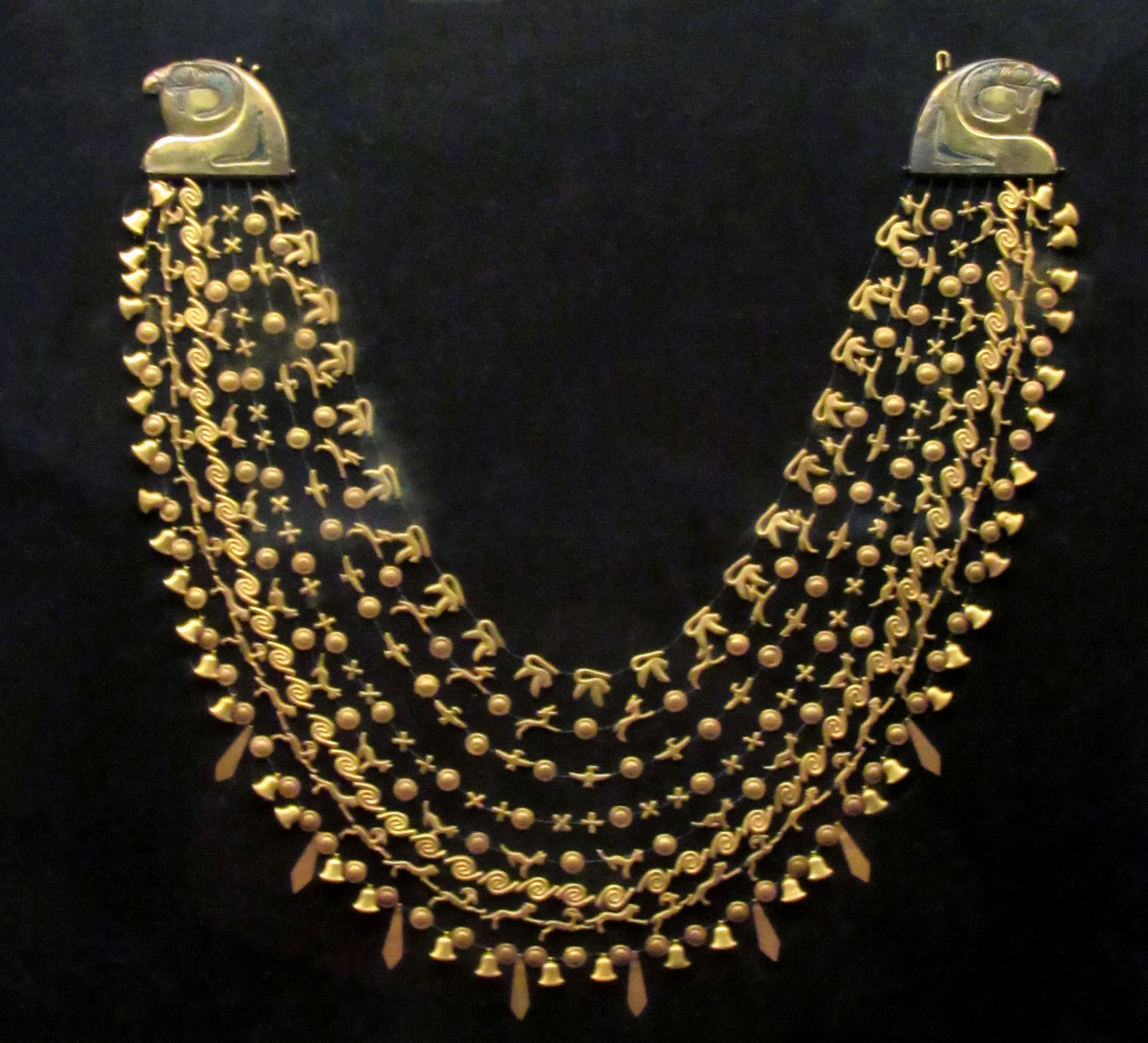
گردنبند اوسهک اعح‌حتب دوم از مقبره‌اش در ذراع ابوالنجا

## مقبره
اعح‌حتپ دوم در ذراع ابوالنجا دفن شد و در فوریه ۱۸۵۹ توسط کارگران استخدام‌شده توسط آگوست ماریت کشف گردید. در داخل این مقبره، مومیایی او (که در سال ۱۸۵۹ تخریب شد) و جواهرات طلا و نقره یافت شد. یک تیغه تبر آیینی با حکاکی از مس، طلا، الکتروم و چوب با طرحی از شیردال به سبک مینوسی تزیین شده بود. سه مگس طلایی نیز پیدا شد که جوایزی بودند که معمولاً به افرادی که در ارتش خدمت کرده و شایستگی خود را نشان داده بودند، اعطا می‌شد. چندین شیء حاوی نام کاموسه بودند، اما تعداد بیشتری از آن‌ها با نام احموس یکم حک شده بودند. یک دستبند طلایی به شکل جعبه و دو شیر نیز در مقبره او یافت شد.

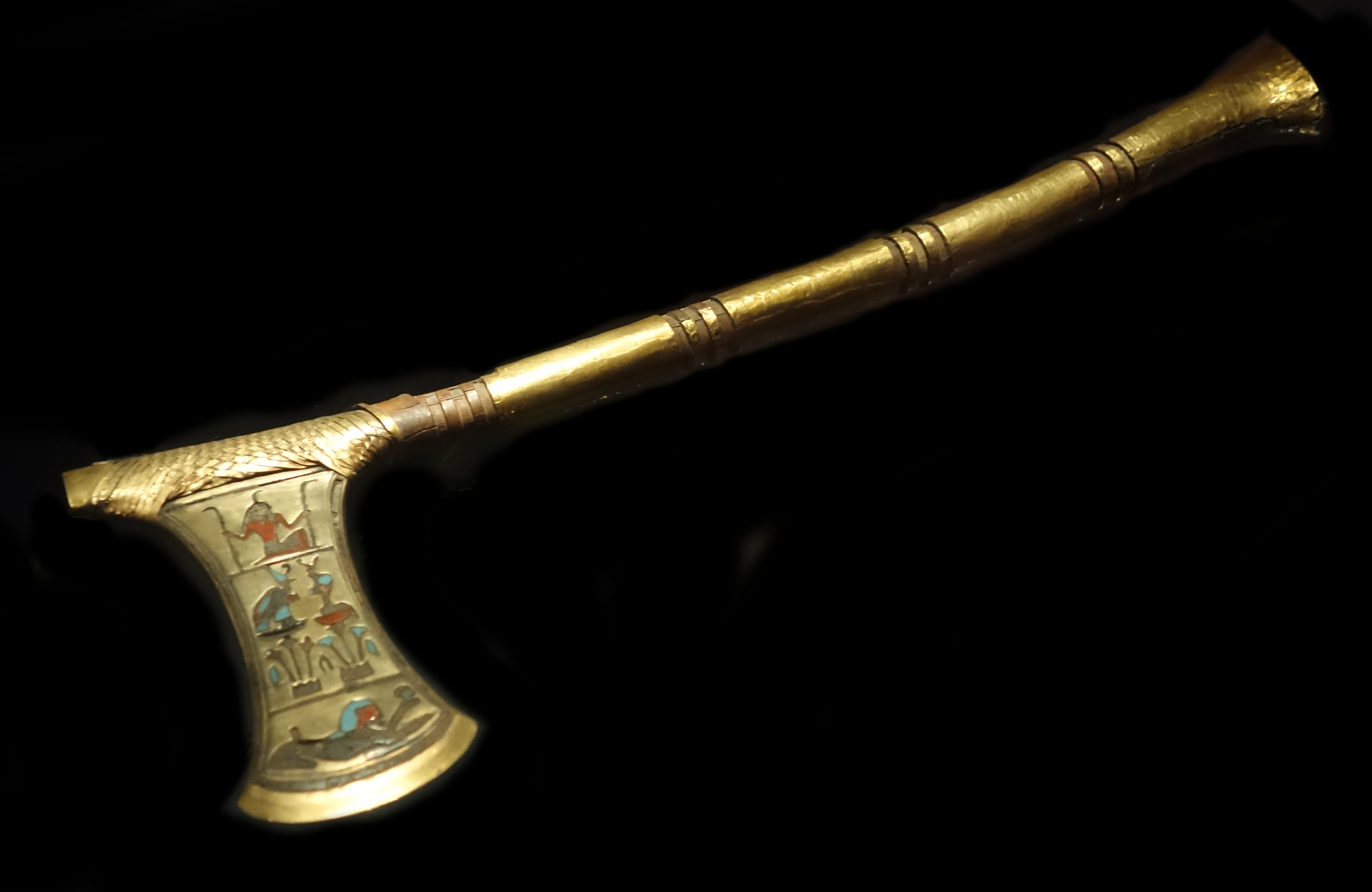
تبر آیینی به نام احموس یکم، که در مقبره ملکه اعح‌حتپ دوم یافت شد. این تبر پیروزی‌های احموس را جشن می‌گیرد. بر روی آن عنوان پادشاه حک شده است، همراه با تصاویری از پادشاه که دشمن آسیایی را با آن می‌زند و دعاهایی برای سال‌های طولانی سلطنت. دودمان هجدهم مصر، از ذراع ابوالنجا. سی‌جی ۵۲۶۴۵ / جی‌ئی۴۶۷۳ موزه لوکسور

تابوت ذراع ابوالنجا و اشیاء مربوط به آن همگی حاوی حکاکی‌هایی با استفاده از یک شکل اولیه از نماد یاه هستند. نمایش هیروگلیف بین سال‌های ۱۸ و ۲۲ از سلطنت احموس یکم تغییر کرد. استفاده از شکل اولیه یاه نشان می‌دهد که ملکه اعح‌حتپ دوم پیش از سال بسیتم سلطنت احموس یکم درگذشته است. این به این معنی است که این ملکه نمی‌تواند اعح‌حتپ مادر احموس باشد، زیرا آن ملکه بر روی یک سنگ یادبود که به دوران آمنهوتپ یکم تعلق دارد، دیده می‌شود و احتمالاً تا دوران سلطنت تحوتموس یکم زنده بوده است.

## کشتی‌های نقره‌ای
مقبره ملکه اعح‌حتپ دوم در ذراع ابوالنجا شامل یک کشتی طلا و یک کشتی نقره‌ای بود که توسط فرعون احموس ساخته شده بودند.

## فرضیه جایگزین
یک تفسیر جایگزین توسط «آن مایسی راث» توسعه یافته است. در این تفسیر، فرعون سِقِنِن‌رَع تائو دوم سه همسر سلطنتی داشت:
- اعح‌حتپ اول، که مادر شاهزاده‌ای به نام احموس (نه فرعون آینده) و چندین شاهزاده خانم به نام احموس بود.
- سات‌جحوتی، که مادر شاهزاده خانمی به نام احموس بود.
- تتی‌شری که مادر کاموسه، اعح‌حتپ دوم و احموس-هنوتامهوا بود.

کاموسه با خواهر خود آه‌هوتب دوم ازدواج کرد و آنها والدین احمدس اول، احمس نفرتاری و احمس سات‌کاموس شدند.